# CDC42EP2
CDC42EP2‏ (CDC42 effector protein 2) هوَ بروتين يُشَفر بواسطة جين CDC42EP2 في الإنسان.